# 米伦蒂耶·波波维奇
米伦蒂耶·波波维奇（羅馬化：Milentije Popović；1913年7月7日—1971年5月8日），塞尔维亚族，是南斯拉夫的党和国家领导人，南斯拉夫共产主义者联盟中央主席团委员，南斯拉夫社会主义联邦共和国联邦议会主席，是仅次于铁托总统，名义上排位第二的领导人。

## 生平
1913年，出生于塞尔维亚南部亚布拉尼察区莱斯科瓦茨附近的茨尔内特拉瓦。
1937年，毕业于贝尔格莱德技术大学。在大学时代，积极参加进步学生运动，并参加了南斯拉夫共产党领导的贝尔格莱德大学的学生运动。
1933年，入团。
1939年，入党，在贝尔格莱德地区委员会任辅导员。
1940年，南共在萨格勒布召开的第五次全国代表会议，为南共塞尔维亚省委员会辅导员。
1941年，任南共塞尔维亚省委宣传鼓动部成员。7月，任南共贝尔格莱德地区委员会委员、地区党委书记。
1942年，先后任旅政治部主任、军官学校政治委员。
1943年，为第二届南斯拉夫反法西斯人民解放委员会委员。
1944年，为塞尔维亚反法西斯人民解放委员会委员和南斯拉夫民主联邦临时人民议会议员。
1945年，任塞尔维亚内务部长。
1946年，任塞尔维亚计划委员会主席。
1948年，任南斯拉夫对外贸易部长和财政部长。
1953年，任南斯拉夫联邦执行委员会委员。
1958年，任联邦科学技术委员会主席。
1963年，为南斯拉夫劳动人民社会主义联盟联邦会议执行委员会书记处书记、政治和思想委员会主席、南斯拉夫劳动人民社会主义联盟联邦会议总书记。
1967年，任南斯拉夫联邦议会主席。
1966年，南共八届中央委员会第四次全体会议，增为南共中央执行委员会委员。10月，南共八届六中全会，为南共中央主席团委员。
1969年，南共九大，再次为南共中央主席团委员。
1971年，去世。

## 著作
- 《社会主义国家之间的经济关系》（1950年）
- 《科研的社会意义》（1960年）
- 《从中央集权到自治》（1970年）